# Palacio de los Molina
El palacio de los Molina, conocido como la Subalterna, es un palacio del siglo XVI situado en la localidad guadalajareña de Molina de Aragón (España) que perteneció a la familia de los Molina. Se trata de un edificio de estilo renacentista. Cuenta con rejería, una portada central con un arco de medio punto abovedado con el escudo de los Molina, primitivo escudo de la ciudad con dos ruedas de molino, y a sus lados los escudos de Castilla y de León.
Fue Pósito Municipal o Subdelegación de Hacienda, y acoge la Hospedería Palacio de los Molina.